# 第60回ゴールデングローブ賞
第60回ゴールデングローブ賞（だい60かいゴールデングローブしょう）は、2003年1月19日に授賞式が行われた。

## 受賞作品

### 映画

#### 作品賞（ドラマ部門）
『めぐりあう時間たち』
- 『アバウト・シュミット』
- 『ギャング・オブ・ニューヨーク』
- 『ロード・オブ・ザ・リング/二つの塔』
- 『戦場のピアニスト』

#### 作品賞（ミュージカル・コメディ部門
『シカゴ』
- 『アバウト・ア・ボーイ』
- 『アダプテーション』
- 『マイ・ビッグ・ファット・ウェディング』
- 『ディケンズのニコラス・ニックルビー』

#### 主演男優賞（ドラマ部門）
ジャック・ニコルソン – 『アバウト・シュミット』
- エイドリアン・ブロディ – 『戦場のピアニスト』
- マイケル・ケイン – 『愛の落日』
- ダニエル・デイ＝ルイス – 『ギャング・オブ・ニューヨーク』
- レオナルド・ディカプリオ – 『キャッチ・ミー・イフ・ユー・キャン』

#### 主演男優賞（ミュージカル・コメディ部門）
リチャード・ギア – 『シカゴ』
- ニコラス・ケイジ – 『アダプテーション』
- キーラン・カルキン – 『17歳の処方箋』
- ヒュー・グラント – 『アバウト・ア・ボーイ』
- アダム・サンドラー – 『パンチドランク・ラブ』

#### 主演女優賞（ドラマ部門）
ニコール・キッドマン – 『めぐりあう時間たち』
- サルマ・ハエック – 『フリーダ』
- ダイアン・レイン – 『運命の女』
- ジュリアン・ムーア – 『エデンより彼方に』
- メリル・ストリープ – 『めぐりあう時間たち』

#### 主演女優賞（ミュージカル・コメディ部門）
レネー・ゼルウィガー – 『シカゴ』
- マギー・ギレンホール – 『セクレタリー』
- ゴールディ・ホーン – 『バンガー・シスターズ』
- ニア・ヴァルダロス – 『マイ・ビッグ・ファット・ウェディング』
- キャサリン・ゼタ＝ジョーンズ – 『シカゴ』

#### 助演男優賞
クリス・クーパー –『アダプテーション』
- エド・ハリス – 『めぐりあう時間たち』
- ポール・ニューマン – 『ロード・トゥ・パーディション』
- デニス・クエイド - 『エデンより彼方に』
- ジョン・C・ライリー - 『シカゴ』

#### 助演女優賞
メリル・ストリープ – 『アダプテーション』
- キャシー・ベイツ – 『アバウト・シュミット』
- キャメロン・ディアス – 『ギャング・オブ・ニューヨーク』
- クイーン・ラティファ – 『シカゴ』
- スーザン・サランドン – 『17歳の処方箋』

#### 監督賞
マーティン・スコセッシ – 『ギャング・オブ・ニューヨーク』
- スティーブン・ダルドリー – 『めぐりあう時間たち』
- ピーター・ジャクソン – 『ロード・オブ・ザ・リング/二つの塔』
- スパイク・ジョーンズ – 『アダプテーション』
- ロブ・マーシャル – 『シカゴ』
- アレクサンダー・ペイン – 『アバウト・シュミット』

#### 外国語映画賞
『トーク・トゥ・ハー』
- 『小さな中国のお針子』
- 『シティ・オブ・ゴッド』
- 『アマロ神父の罪』
- 『HERO』
- 『名もなきアフリカの地で』

#### 作曲賞
『フリーダ』 – エリオット・ゴールデンサール
- 『25時』– テレンス・ブランチャード
- 『エデンより彼方に』 – エルマー・バーンスタイン
- 『めぐりあう時間たち』 – フィリップ・グラス
- 『裸足の1500マイル』 – ピーター・ガブリエル

#### 主題歌賞
"w:The Hands That Built America" by U2 – 『ギャング・オブ・ニューヨーク』
- "w:Lose Yourself" by エミネム – 『8 Mile』
- "ダイ・アナザー・デイ" by マドンナ – 『007 ダイ・アナザー・デイ』
- "Here I Am" by ブライアン・アダムス – 『スピリット』
- "w:Father and Daughter" by ポール・サイモン – 『ワイルド・ソーンベリーズ ムービー』

#### 脚本賞
『アバウト・シュミット』 – アレクサンダー・ペイン、ジム・テイラー
- 『アダプテーション』– チャーリー・カウフマン、ドナルド・カウフマン
- 『シカゴ』 – ビル・コンドン
- 『エデンより彼方に』 – トッド・ヘインズ
- 『めぐりあう時間たち』 – デヴィッド・ヘアー

### テレビ

#### 作品賞（ドラマシリーズ）
『ザ・シールド ルール無用の警察バッジ』
- 『24 -TWENTY FOUR-』
- 『シックス・フィート・アンダー』
- 『ザ・ソプラノズ 哀愁のマフィア』
- 『ザ・ホワイトハウス』

#### 作品賞（コメディシリーズ）
『ラリーのミッドライフ★クライシス』
- 『フレンズ』
- 『セックス・アンド・ザ・シティ』
- 『ザ・シンプソンズ』
- 『ウィル&グレイス』

#### 作品賞（ミニシリーズ/テレビ映画）
『チャーチル/大英帝国の嵐』
- 『ライブ・フロム・バグダッド 湾岸戦争最前線』
- 『ジョンソン大統領/ヴェトナム戦争の真実』
- 『シャクルトン 南極海からの脱出』
- 『TAKEN』

#### 主演男優賞（ドラマシリーズ）
マイケル・チクリス – 『ザ・シールド ルール無用の警察バッジ』
- ジェームズ・ガンドルフィーニ – 『ザ・ソプラノズ 哀愁のマフィア』
- ピーター・クラウス - 『シックス・フィート・アンダー』
- マーティン・シーン - 『ザ・ホワイトハウス』
- キーファー・サザーランド - 『24 -TWENTY FOUR-』

#### 主演男優賞（コメディシリーズ）
トニー・シャルーブ – 『名探偵モンク』
- ラリー・デイヴィッド – 『ラリーのミッドライフ★クライシス』
- マット・ルブランク – 『フレンズ』
- バーニー・マック – w:The Bernie Mac Show
- エリック・マコーマック - 『ウィル&グレイス』

#### 主演男優賞（ミニシリーズ/テレビ映画）
アルバート・フィニー – 『チャーチル/大英帝国の嵐』
- マイケル・ガンボン – 『ジョンソン大統領/ヴェトナム戦争の真実』
- マイケル・キートン – 『ライブ・フロム・バグダッド 湾岸戦争最前線』
- ウィリアム・H・メイシー – 『ビル・ポーターの鞄』
- ライナス・ローチ – 『RFK/もうひとりのケネディ』

#### 主演女優賞（ドラマシリーズ）
イーディ・ファルコ – 『ザ・ソプラノズ 哀愁のマフィア』
- ジェニファー・ガーナー - 『エイリアス』
- レイチェル・グリフィス –  『シックス・フィート・アンダー』
- マージ・ヘルゲンバーガー - 『CSI:科学捜査班』
- アリソン・ジャネイ - 『ザ・ホワイトハウス』

#### 主演女優賞（コメディシリーズ）
ジェニファー・アニストン – 『フレンズ』
- ボニー・ハント – w:Life with Bonnie
- ジェーン・カツマレク -『マルコム in the Middle』
- デブラ・メッシング -『ウィル&グレイス』
- サラ・ジェシカ・パーカー – 『セックス・アンド・ザ・シティ』

#### 主演女優賞（ミニシリーズ/テレビ映画）
ユマ・サーマン – 『ユマ・サーマンの運命の人を探して』
- ヘレナ・ボナム＝カーター – 『ライブ・フロム・バグダッド 湾岸戦争最前線』
- シャーリー・マクレーン – w:Hell on Heels: The Battle of Mary Kay
- ヘレン・ミレン – 『ビル・ポーターの鞄』
- ヴァネッサ・レッドグレイヴ – 『チャーチル/大英帝国の嵐』

#### 助演男優賞
ドナルド・サザーランド – 『ジョンソン大統領/ヴェトナム戦争の真実』
- アレック・ボールドウィン – 『ジョンソン大統領/ヴェトナム戦争の真実』
- ジム・ブロードベント – 『チャーチル/大英帝国の嵐』
- ブライアン・クランストン – 『マルコム in the Middle』
- ショーン・ヘイズ – 『ウィル&グレイス』
- デニス・ヘイスバート – 『24 -TWENTY FOUR-』
- マイケル・インペリオリ – 『ザ・ソプラノズ 哀愁のマフィア』
- ジョン・スペンサー – 『ザ・ホワイトハウス』
- ブラッドリー・ウィットフォード – 『ザ・ホワイトハウス』

#### 助演女優賞
キム・キャトラル – 『セックス・アンド・ザ・シティ』
- メーガン・ムラリー - 『ウィル&グレイス』
- シンシア・ニクソン – 『セックス・アンド・ザ・シティ』
- パーカー・ポージー – w:Hell on Heels: The Battle of Mary Kay
- ジーナ・ローランズ – 『ユマ・サーマンの運命の人を探して』

### セシル・B・デミル賞
- ジーン・ハックマン